# 보스크레센스크

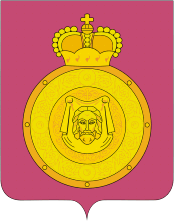
시 문장

보스크레센스크(러시아어: Воскресе́нск)는 러시아 모스크바주에 위치한 도시로, 인구는 77,871명(2002년 기준)이다. 모스크바강과 접하며 모스크바(러시아의 수도이며 모스크바 주의 주도이기도 함)에서 남동쪽으로 88km 정도 떨어진 곳에 위치한다. 1938년 신설되었으며 비료, 섬유, 건축 자재, 빵 공장 등이 들어서 있는 공업 도시이다.